# Palmira (Cuba)

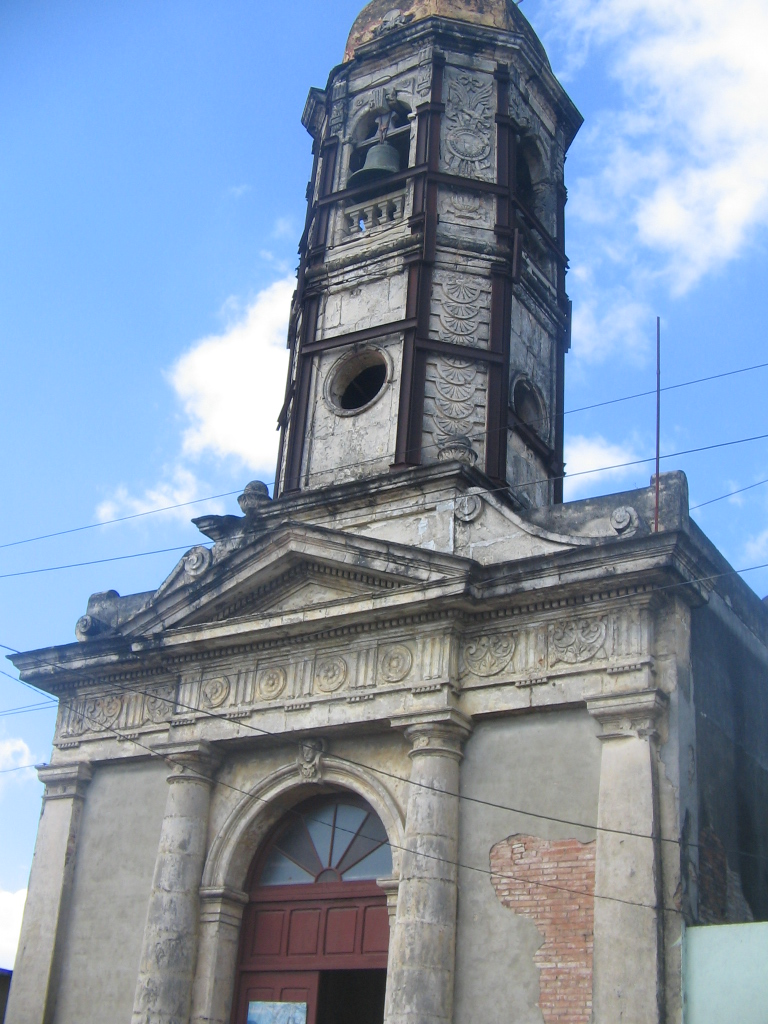
Iglesia de Palmira.

Palmira es una ciudad y municipio de Cuba, ubicado a unos 12 kilómetros al norte de Cienfuegos. Limita al norte con el municipio de Lajas, al este con el municipio de Cruces, al sureste con el municipio de Cumanayagua, al sur con el municipio de Cienfuegos y al oeste con el municipio de Rodas.
Es famosa por sus hermandades de santería, entre las cuales las más destacadas son: las de Cristo, San Roque y Santa Bárbara.

## Fundación
Fue fundada en 1842. Es municipio desde 1879 aunque en 1902 fue suprimida esta condición y restituida en 1910, por ley del Congreso. Con una extensión territorial de 318 km² ocupa el sexto lugar de la provincia, el municipio cuenta con 6 Consejos Populares, 2 urbanos y 4 rurales, su población está estimada en 32.708 habitantes (2017). La densidad de población es de 105 habitantes por Km²

## Tradiciones
Esta ciudad cuenta con unas tradiciones culturales africanas muy consolidadas, especialmente por las comunidades yoruba dedicadas al culto de los orishas.
Las principales festividades celebradas en este municipio son: 
- La Fiesta de Santa Bárbara, una fiesta yoruba celebrada el 4 de diciembre con música.
- La Procesión de Santa Bárbara, la divinidad de Orisha más adorada en Palmira, que durante la procesión la virgen es llevada a hombros por las calles del pueblo a ritmo de tambor.
- Las Fiestas Bembé, la cual se trata de unas fiestas muy ruidosas de tambores, cánticos y danzas que se dan cita en fechas señaladas como 4 de diciembre o el 9 de octubre.

## Toponimia
La palabra Palmira se deriva de la hebrea Thama, que significa palmera. El fundador decidió otorgarle como primer nombre el de Palmira influenciado por su lectura de la obra “Las Ruinas de Palmira” del Conde de Volney, donde se cuenta la historia de una ciudad desaparecida de su mismo nombre que existió en Siria en la antigua Turquía Asiática. Esta ciudad fue el centro comercial hacia donde afluía todo el tráfico de los productos de la India por el Golfo Pérsico, su destrucción se debió a la tiranía y ambición de los reyes que quisieron apoderársela y sus habitantes prefirieron quemarla antes de someterse.
Inspirado en el nombre de esa ciudad Siria y por la posición del pueblo entre la ruta comercial Cienfuegos - Santa Clara, así como su situación para el comercio, su fundador resolvió nombrarlo Palmira.